# 健軍町停留場
健軍町停留場（けんぐんまちていりゅうじょう）は熊本県熊本市東区健軍三丁目、若葉一丁目にある熊本市交通局（熊本市電）の電停。停留所番号は26。熊本市電の終点であり、A系統・B系統が停車する。

## 利用可能な路線
熊本市交通局
- 健軍線 - ■A系統・■B系統

## 歴史

### 年表
- 1945年（昭和20年）5月6日：三菱工場前駅として開業。
- 1947年（昭和22年）3月：移設と同時に健軍町停留場に改称。
- 2010年（平成22年）：乗車ホーム改築。

### 停留場名の由来
周辺の地名にちなむ。古くは竹宮（）と称していたが、後に健軍（）となり、明治時代以降、健軍（）と呼称されるようになった。

## 停留場構造
相対式2面2線であるが、狭い降車ホームと広い乗車ホームに分かれている。
横断歩道を渡ってアクセスする。乗車ホームは車椅子対応である。降車ホーム側の横断歩道には信号機がないので注意が必要。
| のりば | 路線           | 方向 | 行先                                                 |
| ------ | -------------- | ---- | ---------------------------------------------------- |
| 南側   | ■A系統         | 上り | 新水前寺駅前・通町筋・辛島町・熊本駅前・田崎橋方面   |
| 南側   | ■B系統         | 上り | 新水前寺駅前・通町筋・辛島町・本妙寺入口・上熊本方面 |
| 北側   | ■A系統・■B系統 | -    | 降車専用                                             |

## 利用状況
2015年度の乗車人員数は3,542人である。熊本市交通局の電停の中で3番目に利用者が多い。
2024年6月29日のダイヤ改正では、大幅な減便が行われたことで、通勤ラッシュ時には始発電車に乗り切れない客の積み残しが発生する実害が生じている。。
| 年度   | 1日平均 乗車人員 | 1日平均 乗降人員 |
| ------ | ---------------- | ---------------- |
| 2011年 | 3,018            | 5,755            |
| 2012年 | 3,020            | 5,692            |
| 2013年 |                  | 5,977            |
| 2014年 | 3,446            | 6,577            |
| 2015年 | 3,542            | 6,704            |

## 停留場周辺

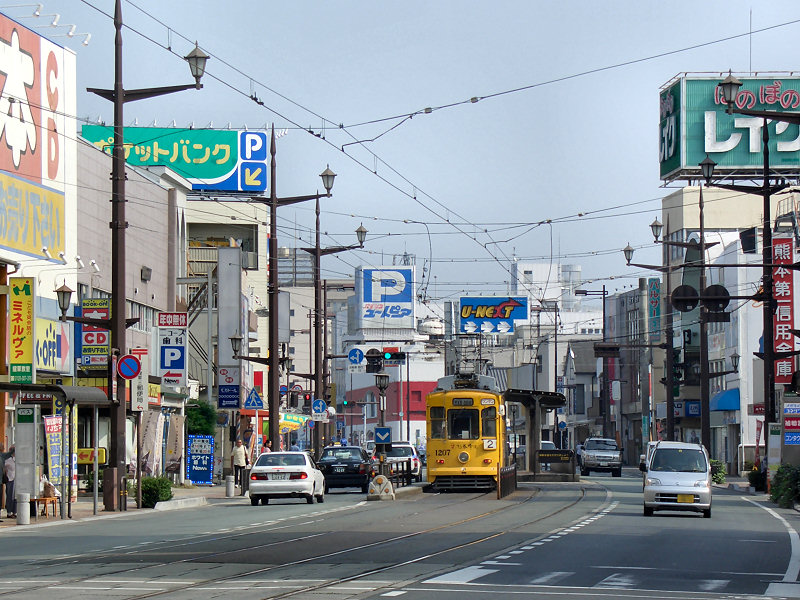
電停とその周辺（2006年9月）

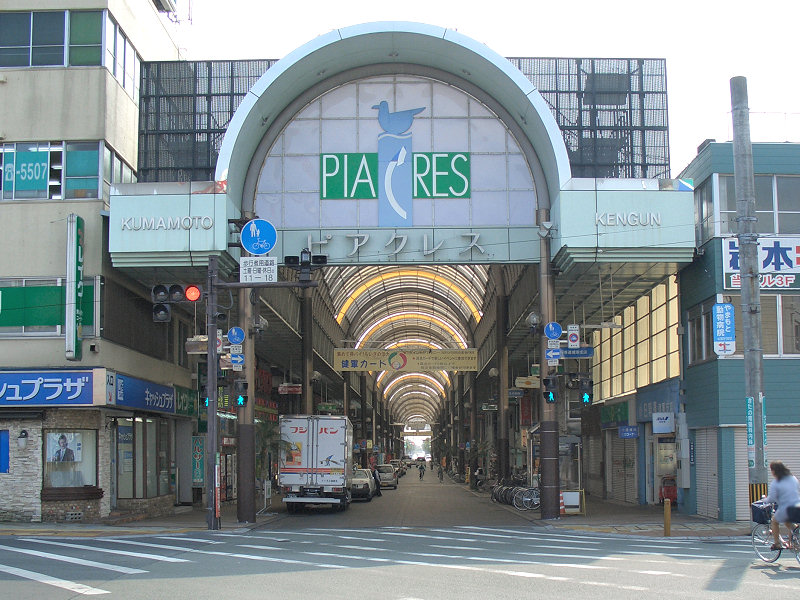
健軍商店街

アーケードのある大きな商店街健軍商店街（ピアクレス）があり、商店街の外にも商店が点在する。その周囲は住宅街である。
- 陸上自衛隊健軍駐屯地・自衛隊熊本病院
- 熊本市立熊本市民病院
- 熊本県立盲学校
- 熊本県立第二高等学校
- 熊本県立熊本聾学校
- 熊本市立健軍東小学校
- 熊本市立東町中学校
- 東区役所
- 熊本健軍三丁目郵便局
- 熊本県総合保健センター
- 熊本東警察署
- サンリブ健軍店（健軍商店街内）
- 肥後銀行健軍支店
- 熊本銀行健軍支店
- 熊本信用金庫健軍支店
- 熊本第一信用金庫健軍支店
- 水前寺江津湖公園広木地区
- えがお本社
- 健軍文化ホール

## バス路線
当電停付近より「健軍電停前」と「健軍四ッ角」両バス停留所があり、下記の路線が利用できる。
| 運行事業者                             | 系統                             | 行先 | 備考                                                                 |
| 健軍電停バス停留所（電車通り側）       | 健軍電停バス停留所（電車通り側） | 健軍電停バス停留所（電車通り側） | 健軍電停バス停留所（電車通り側）                                     |
| -------------------------------------- | -------------------------------- | --- | -------------------------------------------------------------------- |
| 桜町BT方面                             |                                  | |                                                                      |
| 熊本バス                               | K2系統                           | 桜町BT（県庁経由） |                                                                      |
| 産交バス                               | L4-1                             | 西部車庫（熊商前、桜町BT、春日校前経由） |                                                                      |
| 産交バス                               | L5-1・L6-3                       | 桜町BT（熊商前） |                                                                      |
| 産交バス                               | L6-3                             | 小島産交（熊商前、桜町BT、熊本駅前、西高前経由）                                                                                             | 平日6時台1便のみ。                                                   |
| 都市バス                               | Y1-1                             | 若葉小学校前 | Y1-1：乗客定員9人乗りワゴン車にて運行。                              |
| 秋津団地・木山・長嶺方面               |                                  | |                                                                      |
| 熊本バス                               | K2-1・K2-2・K2-3                 | （K2-1・K2-2）イオンモール熊本（東区役所、秋津団地、嘉島町役場前経由）（K2-3）城南（東区役所、秋津団地、嘉島町役場前、イオンモール熊本経由） | 城南行は平日のみ運行。                                               |
| 熊本バス                               | K2-4・K2-5                       | （K2-4）甲佐（秋津団地、六嘉、御船経由）（K2-5）砥用学校前（秋津団地、六嘉、御船、甲佐経由）                                                 | 砥用行きは本数少。                                                   |
| 産交バス                               | L4-1                             | 小楠記念館入口（東区役所経由） | 行先方向幕は沼山津。                                                 |
| 産交バス                               | L5-1                             | 御船（沼山津、東無田経由） |                                                                      |
| 産交バス                               | L6-3                             | 木山産交（惣領、木山交通広場経由） | 平日夜間の3便と土曜7時台の便は「木山交通広場」は通過                 |
| 都市バス                               | Y1-1                             | 長嶺団地（東町団地、日赤病院前経由） | Y1-1：乗客定員9人乗りワゴン車にて運行。                              |
| 健軍四ッ角バス停留所（自衛隊通り側）   |                                  | |                                                                      |
| 県庁・市民病院・東区役所経由沼山津方面 |                                  | |                                                                      |
| 産交バス                               | K3-1・K3-3                       | （K3-1）川口（県庁、桜町BT、熊本駅、野口町、並建経由）（K3-2）五丁（県庁、桜町BT、熊本駅、野口町、並建経由）                                 | 川口（野口経由）行き、本数少。五丁（野口経由）行きは日祝日のみ運行。 |
| 産交バス                               | K3-2                             | アクアドーム（市民病院、県庁、桜町BT、熊本駅、野口町経由）                                                                                   | 平日・土曜運行、本数少。                                             |
| 産交バス                               | K3-3                             | 小島産交、五丁（県庁、桜町BT、熊本駅、田崎市場経由）西部車庫（県庁、桜町BT、熊本駅、田崎市場経由）                                           | K3-3：西部車庫行きは平日7時台1便のみ。                               |
| 沼山津・木山・熊商前方面               |                                  | |                                                                      |
| 産交バス                               | K3-1・K3-2                       | 小楠記念館入口 | 行先方向幕は沼山津。                                                 |
| 産交バス                               | K3-3                             | 木山産交（惣領経由） |                                                                      |
| 産交バス                               | L4-1                             | 西部車庫（熊商前、桜町BT、春日校前経由） |                                                                      |

## 隣の停留場
熊本市交通局
■A系統・■B系統（健軍線）
健軍交番前電停 (25) - 健軍町電停 (26)